# 大泡樸麗魚
大泡樸麗魚，為輻鰭魚綱鱸形目隆頭魚亞目慈鯛科的其中一種，分布於非洲艾伯特湖流域，體長可達6.5公分，棲息在底中層水域，生活習性不明。
其种加词“bullatus”意为“起泡的”。